# Маренков Олексій Костянтинович
Олексій Костянтинович Маренков (6 липня 1944, місто Москва, тепер Російська Федерація) — радянський військовий діяч, командир корпусу протиповітряної оборони в Заполяр'ї, генерал-лейтенант авіації. Член ЦК КПРС у 1990—1991 роках.

## Життєпис
У 1968 році закінчив Качинське вище військове авіаційне училище льотчиків.
З 1968 року служив у Військово-повітряних силах СРСР: льотчик, старший льотчик, начальник парашутно-десантної служби — старший льотчик, командир ланки винищувального авіаційного полку.
Член КПРС з 1970 року.
У 1975 році закінчив Військово-повітряну академію імені Гагаріна.
У 1975—1988 роках — командир екадрильї, заступник командира та командир винищувального авіаційного полку, заступник командира — начальник авіації дивізії, начальник штабу — заступник командувача авіації окремої армії, заступник командира корпусу, заступник начальника управління бойової підготовки.
З 1988 року — командир корпусу протиповітряної оборони (ППО) СРСР у Заполяр'ї.
У 1994—1998 роках — заступник начальника штабу військ протиповітряної оборони (ППО) Російської Федерації.
Потім — у відставці.

## Військове звання
- генерал-майор авіації
- генерал-лейтенант авіації